# Nama stenophyllum
Nama stenophyllum är en strävbladig växtart som beskrevs av Asa Gray och William Botting Hemsley. Nama stenophyllum ingår i släktet Nama och familjen strävbladiga växter. Inga underarter finns listade i Catalogue of Life.